# Cymbopteryx diffusa
Cymbopteryx diffusa är en fjärilsart som beskrevs av Munroe 1974. Cymbopteryx diffusa ingår i släktet Cymbopteryx och familjen Crambidae. Inga underarter finns listade i Catalogue of Life.